# Aquaman: King of Atlantis
Aquaman: King of Atlantis è una miniserie televisiva animata statunitense prodotta da James Wan per il servizio di streaming HBO Max (ora Max), basata sul personaggio di Aquaman. La serie è prodotta da DC Entertainment, Warner Bros. Animation e Atomic Monster. È ambientata dopo gli eventi del film di Wan Aquaman (2018) del DC Extended Universe (DCEU), ma non è canonica rispetto al DCEU.

## Trama
Il re di Atlantide, Aquaman, porta avanti varie investigazioni per dimostrare il proprio valore e ottenere il sostegno dei suoi sudditi, nonché salvare il mondo intero.

## Personaggi

### Personaggi principali
- Aquaman, doppiato da Cooper Andrews
- Mera, doppiata da Gillian Jacobs
- Vulko, doppiato da Thomas Lennon
- Ocean Master, doppiato da Dana Snyder
- Robot Hands, doppiato da Dana Snyder
- Petyr Mortikov, doppiato da Andrew Morgado

### Personaggi secondari
- Toby, Guardia Atlantidea, Atlanteano Uno, doppiato da Chris Jai Alex
- Annunciatore Reale, doppiato da Kevin Michael Richardson
- Orca, doppiato da Kevin Michael Richardson
- Mantis, doppiato da Flula Borg
- Hammer, doppiata da Kimberly Brooks
- Gillian, Merdussa, doppiata da Kaitlyn Robrock
- Uomo Anziano, doppiato da Trevor Devall
- Chef, doppiato da Armen Taylor

### Altri personaggi
- Finhead (Capitolo 1), doppiato da Robbie Daymond
- Pescatore, Primordeus (Capitolo 2), doppiato da Regi Davis
- Wendy (Capitolo 2), doppiata da Erica Ash
- Boss Crab (Capitolo 2), doppiata da Laila Berzins
- Contadina (Capitolo 2), doppiata da Erica Lindbeck

## Puntate
| nº | Titolo                   | Prima TV        |
| -- | ------------------------ | --------------- |
| 1  | Chapter I: Dead Sea      | 14 ottobre 2021 |
| 2  | Chapter II: Primordeous  | 21 ottobre 2021 |
| 3  | Chapter III: Tidal Shift | 28 ottobre 2021 |

### Chapter I: Dead Sea
- Diretto da: Keith Pakiz
- Scritto da: Victor Courtright, Marly Halpern-Graser, Drew Applegate, Matt Bolinger, Roxann Cole, David Davis, Rose Feduk, Jack Kaiser McGee, Nora Meek e Marie Lum

Nel suo primo giorno come re di Atlantide, Aquaman deve dimostrare di essere l'uomo giusto per il lavoro; fortunatamente, Vulko è pronto con la missione perfetta: investigare su un avamposto lontano da cui nessuno ha avuto notizie da anni.

### Chapter II: Primordeous
- Diretto da: Keith Pakiz
- Scritto da: Victor Courtright, Marly Halpern-Graser, Bryan Condon, Drew Applegate, Matt Bolinger, Roxann Cole, David Davis, Rose Feduk, Jack Kaiser McGee, Nora Meek e Marie Lum

La reputazione di Aquaman è sotto attacco, ma nessuno ad Atlantide lo prende sul serio; per conquistare i suoi sudditi, intraprende un viaggio che lo porta direttamente in un mistero con sfumature horror.

### Chapter III: Tidal Shift
- Diretto da: Keith Pakiz
- Scritto da: Victor Courtright, Marly Halpern-Graser, Laura Streebny, Matt Bolinger, Roxann Cole, David Davis, Rose Feduk, Jack Kaiser McGee, Nora Meek e Marie Lum

Aquaman scopre che i due cristalli che ha acquisito in precedenza distorcono il tessuto dello spazio e del tempo e potrebbero essere usati per distruggere il mondo.

## Produzione
Una miniserie animata in tre parti basata sul personaggio dei DC Comics Aquaman è stata annunciata a gennaio 2020. James Wan, che ha diretto il film live-action del 2018 e il suo sequel in uscita nel 2023, è produttore esecutivo. La miniserie è stata presentata in anteprima su HBO Max. I personaggi Mera, Vulko e Ocean Master appaiono anche nella serie. La serie è andata in onda su Cartoon Network il 14 maggio 2022. Inizialmente doveva andare in onda come parte del blocco ACME Night. Aquaman: King of Atlantis è stata rilasciata il 14 ottobre 2021.

## Distribuzione
La miniserie è iniziata il 14 ottobre 2021 e gli episodi successivi sono stati distribuiti su base settimanale. È stata anche trasmessa come film della durata di un lungometraggio su Cartoon Network il 14 maggio 2022. La versione cinematografica è stata successivamente rilasciata su DVD il 21 giugno. Inizialmente era prevista per essere trasmessa come parte del blocco ACME Night.
La miniserie è stata rimossa da HBO Max nell'agosto 2022.